# Józef Krasiński (lotnik)
Józef Krasiński, właśc. Józef Andrzej Stanisław Korwin-Krasiński (ur. 15 czerwca 1914 w Mszanie Dolnej, zm. 3 kwietnia 1998) − polski inżynier, lotnik i hrabia. Lotnik wojskowy, podczas II wojny światowej pilot 301 dywizjonu bombowego odznaczony Krzyżem Srebrnym Orderu Virtuti Militari, inżynier lotnictwa, wykładowca na uniwersytetach w Argentynie i Kanadzie.

## Życiorys
Józef Krasiński pochodził z ukraińskiej gałęzi rodziny herbu Ślepowron, od XIX wieku posiadającej tytuł hrabiowski. Był siódmym, najmłodszym dzieckiem Henryka Piotra Krasińskiego (zm. 1928), doktora praw, działacza patriotycznego i społecznego oraz Marii z Łęskich (zm. 1958). W 1934 roku ukończył Gimnazjum Humanistyczne w Zakopanem i wstąpił do Szkoły Podchorążych Lotnictwa – Grupa Techniczna. Na stopień podporucznika został mianowany ze starszeństwem z dniem 1 października 1937 i 7. lokatą w korpusie oficerów lotnictwa, grupa techniczna, i przydzielony do Centrum Wyszkolenia Lotnictwa nr 1 w Dęblinie. W marcu 1939 pełnił służbę w centrum na stanowisku wykładowcy działu wyszkolenia technicznego. W czerwcu tego roku wyjechał do Wielkiej Brytanii jako członek komisji do spraw zakupu samolotów dla polskiego lotnictwa. Do Polski powrócił 30 sierpnia.
We wrześniu 1939 roku ewakuował się do Rumunii, stamtąd przedostał do Francji i Wielkiej Brytanii. Wstąpił do Polskich Sił Powietrznych, otrzymał numer służbowy RAF 76780. Został adiutantem pułkownika Wacława Makowskiego, formującego przy RAF pierwsze polskie dywizjony bombowe. W 1941 roku otrzymał przydział jako pilot do 301 dywizjonu. Podczas jednego z lotów nad III Rzeszę jego samolot został ciężko uszkodzony a on sam ranny, jednak doprowadził maszynę do Wielkiej Brytanii. Po zakończeniu tury lotów operacyjnych, w 1942 roku rozpoczął studia inżynierskie w Queen Mary College Uniwersytetu Londyńskiego, a następnie na Uniwersytecie w Cambridge, które ukończył z dyplomem inżyniera lotnictwa. Do 1946 roku pracował w Royal Aircraft Establishment w Farnborough. Za swój udział w działaniach wojennych został odznaczony Krzyżem Srebrnym Orderu Virtuti Militari, Krzyżem Walecznych (trzykrotnie), Medalem Lotniczym (trzykrotnie), Odznaką za Rany i Kontuzje oraz brytyjskim Distinguished Flying Cross.
W grudniu 1948 roku wyjechał do Argentyny. Został wykładowcą aerodynamiki, termodynamiki i mechaniki cieczy na kordobańskim Universidad Nacional, pracował również w miejscowym Instituto Aerotecnico. W 1964 roku uzyskał doktorat na Uniwersytecie Londyńskim. Po 20 latach pobytu w Argentynie wyjechał do Calgary w Kanadzie, gdzie objął stanowisko wykładowcy inżynierii mechanicznej na tamtejszym Uniwersytecie. Czynnie wykładał do 1995 roku, później pozostał związany z uczelnią jako Professor Emeritus. Zmarł w 1998 roku, został pochowany w Canmore w stanie Alberta w Kanadzie.